# Schefflera costata
Schefflera costata là một loài thực vật có hoa trong Họ Cuồng cuồng. Loài này được A.C.Sm. miêu tả khoa học đầu tiên năm 1936.